# نغوين تان تانغ
نغوين تان تانغ (بالفيتنامية: Nguyễn Thanh Thắng)‏ هو لاعب كرة قدم فيتنامي في مركز حراسة المرمى، ولد في 24 ديسمبر 1988 في فيتنام. لعب مع نادي هوشي منه سيتي.

## وصلات خارجية
- نغوين تان تانغ على موقع قاعدة بيانات كرة القدم.إي يو (الإنجليزية)
- نغوين تان تانغ على موقع Soccerway.com (الإنجليزية)